# The Third Eye
The Third Eye er en amerikansk stumfilm fra 1920 af James W. Horne.

## Medvirkende
- Warner Oland som Curtis Steele / Malcolm Graw
- Eileen Percy som Rita Moreland
- Jack Mower som Dick Keene
- Olga Grey som Zaida Savoy
- Mark Strong som Gale